# 阿赫圖巴河

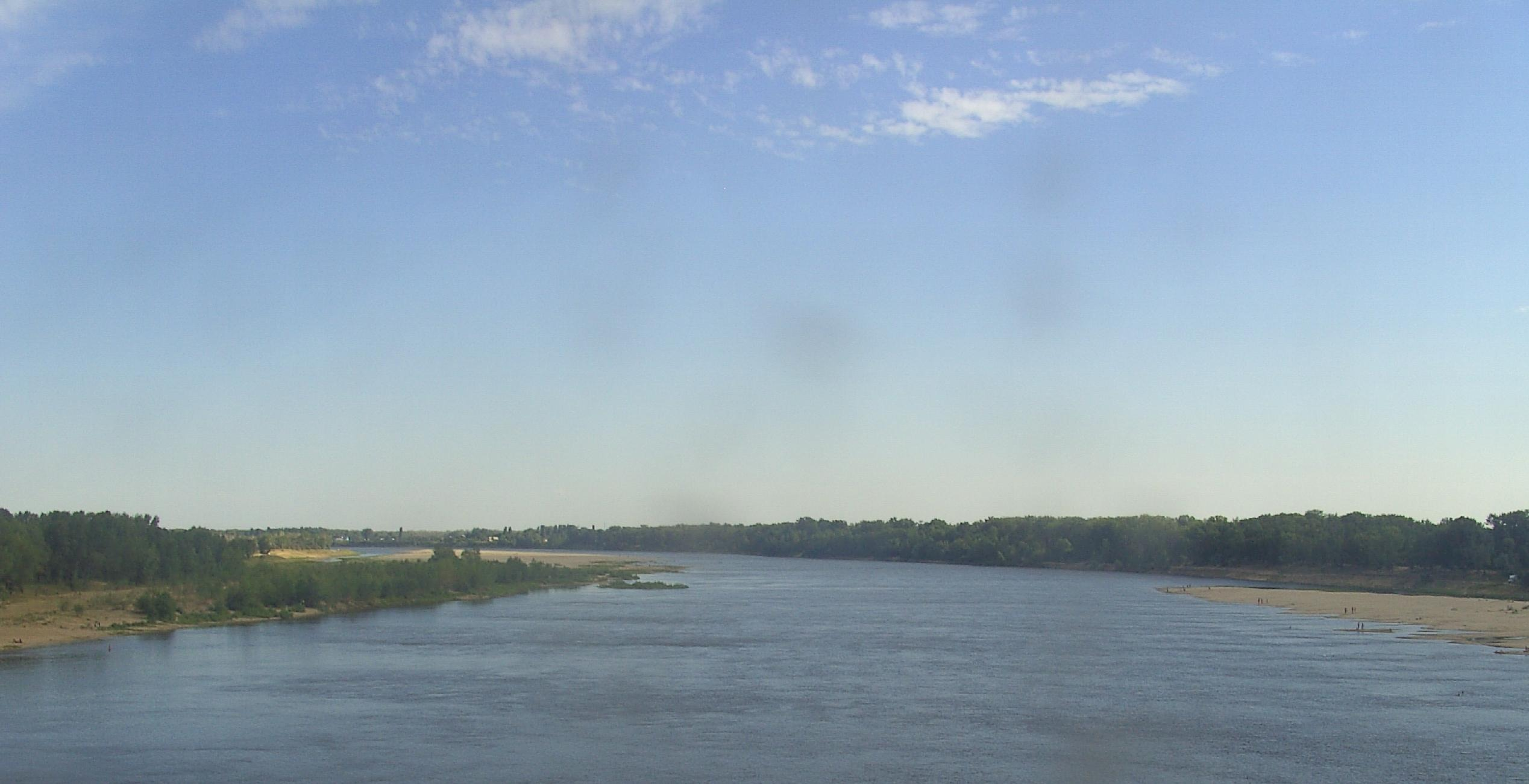
阿赫圖巴河

阿赫圖巴河是俄羅斯的河流，屬於伏爾加河的左支流，河道全長537公里，平均流量每秒153立方米，在伏爾加格勒附近從伏爾加河分流而成，流往伏爾加河三角洲和裡海。
阿赫圖巴河畔的城市有伏爾加斯基、列寧斯克、茲納緬斯克、阿赫圖賓斯克和哈拉巴利。